# Callaspidia notata
Callaspidia notata is een vliesvleugelig insect uit de familie van de Figitidae. De wetenschappelijke naam van de soort is voor het eerst geldig gepubliceerd in 1832 door Fonscolombe.